# Нік Лав
Нік Лав (англ. Nick Love) — британський кінорежисер.
Народився 24 грудня 1969 року в Лондоні. За віросповіданням християнин.

## Кар'єра
Розпочав займатися режисурою з 1995 року.
Перший фільм Любовна історія (англ. Love Story) вийшов на екрани 1999 року.
Лав написав сценарій і зняв Футбольну Фабрику (англ. The Football Factory) у 2004. Фільм базувався на книзі Джона Кінґа.
У 2007 році Лав зпродюсував повчадьний фільм Поза законом (англ. Outlaw).

## Найвідоміші фільми
- Фабрика футболу (The Football Factory, 2004)
- Банда (The Firm, 2009)
- Бізнес (The Business, 2005)
- Летючий загін Скотланд-Ярду (англ. The Sweeney, 2012)

## Особисте життя
Лав був недовго одружений з Патсі Палмер.